# Pellevoisin
Pellevoisin là một xã ở tỉnh Indre khu vực trung bộ Pháp. Xã này có diện tích 25,62 km², dân số thời điểm năm 1999 là 886 người. Khu vực này có độ cao trung bình 168 mét trên mực nước biển.
Pellevoisin đã là một địa điểm hành hương Thiên Chúa giáo từ ngày 9/9/1877 Ngày nay, việc hành hương diễn ra mỗi năm vào cuối tuần cuối cùng của tháng 8 và thu hút 15.000 khách.

### Sources
- INSEE commune file